# Hologerrhum dermali
Hologerrhum dermali là một loài rắn trong Cyclocoridae. Loài này được Brown, Leviton, Ferner & Sison mô tả khoa học đầu tiên năm 2001.